# Музей-квартира А. И. Куинджи
Музей-квартира А. И. Куинджи — мемориальный музей российского художника Архипа Куинджи в Санкт-Петербурге, расположенный в доме 1/10 по Биржевому переулку, в квартире, где художник прожил последние 13 лет своей жизни — с 1897 по 1910 год. Основан в 1989 году и является филиалом Научно-исследовательского музея Российской Академии художеств.

## История и экспозиция
В квартире доходного дома купцов Елисеевых в Биржевом переулке Архип Куинджи поселился в 1897 году, после того, как в течение трёх лет преподавал в пейзажной мастерской Императорской Академии художеств. Квартира привлекла художника мансардой, которую было удобно использовать в качестве мастерской, и из которой открывался вид на город. В этой квартире Куинджи провёл последние 13 лет жизни — до кончины в 1910 году. Вскоре после его смерти художник Николай Рерих, один из учеников Куинджи, предложил создать в этой квартире музей, однако тогда его идея не была реализована. Музей открылся уже в 1989 году, незадолго до 150-летия со дня рождения Куинджи.
Музей-квартира Куинджи является филиалом Музея Российской Академии художеств, должность директора которого занимает Алексей Мудров. В штат непосредственно музея Куинджи входят два научных сотрудника. Фонды музея насчитывают 500 единиц хранения, в том числе 131 предмет основного фонда. Экспозиция музея стремится одновременно и воссоздать обстановку, окружавшую художника в период его проживания в этой квартире, и осветить его творчество. В гостиной музея-квартиры наиболее яркие экспонаты — рояль жены художника Веры Куинджи, его шахматы, портрет Архипа Куинджи работы Ивана Крамского; также воссоздана обстановка в кабинете художника, где стоит письменный стол, а на нём — принадлежавший живописцу микроскоп, с помощью которого он изучал краски. В экспозиции представлен ряд произведений самого художника. На втором этаже квартиры — мансарда, где находилась мастерская Куинджи. Эта экспозиция посвящена педагогической деятельности Куинджи в Академии художеств и его вкладу в развитие российской живописи. Помимо мебели, мольбертов и ряда личных вещей, принадлежавших самому художнику, в мастерской представлены многие работы его учеников — Николая Рериха, Константина Богаевского, Аркадия Рылова, Александра Борисова, Вильгельма Пурвитиса, Михаила Латри и ряда других.
Часть экспозиционной площади музея отведена для временных выставок, которые организует музей Академии художеств. К примеру, с февраля по апрель 2019 года в музее Куинджи проходила выставка «Подъ высочайшимъ покровительствомъ», посвящённая 110-летию создания Общества художников имени Куинджи. На этой выставке были представлены исторические документы, издания и фотографии, связанные с благотворительной деятельностью художника в пользу Академии.
В 2012 году в музее-квартире Куинджи был проведён 11-й фестиваль «Современное искусство в традиционном музее», организуемый фондом «ПРО АРТЕ».

## Статус
Дом, в котором находится музей-квартира А. И. Куинджи, включен в Единый государственный реестр объектов культурного наследия (памятников истории и культуры) народов Российской Федерации в качестве памятника истории федерального значения.